# Campionato centramericano femminile di pallacanestro 1991
L'8º Campionato dell'America Centrale e Caraibico Femminile di Pallacanestro FIBA (noto anche come FIBA Centrobasket for Women 1991) si è svolto dal 21 al 27 aprile 1991 a Monterrey in Messico. Il torneo è stato vinto dalla nazionale messicana.
I FIBA Centrobasket sono una manifestazione contesa dalle squadre nazionali di Messico, Centro America e Caraibi, organizzata dalla CONCENCABA (Confederazione America Centrale e Caraibi), nell'ambito della FIBA Americas.

## Squadre partecipanti
- Cuba
- Guatemala
- Messico
- Porto Rico

## Classifica finale
| Pos | Squadra    | V-P |
| --- | ---------- | --- |
|     | Messico    | 5-1 |
|     | Cuba       | 5-1 |
|     | Porto Rico | 1-5 |
| 4   | Guatemala  | 1-5 |